# Ivan Burity
Ivan Burity de Almeida (João Pessoa, 3 de fevereiro de 1962) é um advogado, professor e político brasileiro.

## Biografia
Filho de Severino Talião de Almeida e Nelly Burity de Almeida, é também sobrinho, pelo lado materno, do ex-governador e ex-deputado federal Tarcísio Burity.
Após formar-se em direito na Faculdade de Direito da Universidade Federal da Paraíba em 1987, trabalhou anteriormente como professor da rede estadual de ensino e também foi vice-presidente do Centro Acadêmico, ligado ao PCdoB. Ainda em 1987, durante o governo de Tarcísio Burity, foi nomeado diretor-presidente da Empresa Paraibana de Turismo (PBTUR), exercendo o cargo até 1990.
Sua carreira política iniciou-se em 1989, quando filiou-se ao PRN (atual PTC), sendo um dos fundadores do partido na Paraíba e vice-presidente do diretório regional. Em 1990 foi eleito deputado federal, com 44.466 votos. Foi titular da Comissão de Defesa do Consumidor, Meio Ambiente e Minorias e suplente da Comissão de Viação e Transportes, Desenvolvimento Urbano e Interior, além de ter sido vice-líder do bloco parlamentar formado, além do PRN, por PFL, PSC, PMN e PST. Afastou-se 2 vezes do mandato, em 1991 e 1993, dando lugar ao suplente Ramalho Leite.
Na votação do impeachment do presidente Fernando Collor de Mello, Ivan Burity foi o único deputado paraibano que votou contra a abertura do processo (outros 5 faltaram e 6 votaram a favor). Em 1994, decidiu não tentar a reeleição. Desde então, passou a exercer cargos administrativos - atualmente, é Secretário de Turismo e Desenvolvimento Econômico no governo de João Azevêdo (PSB).